# Le vite de' pittori, scultori et architetti moderni

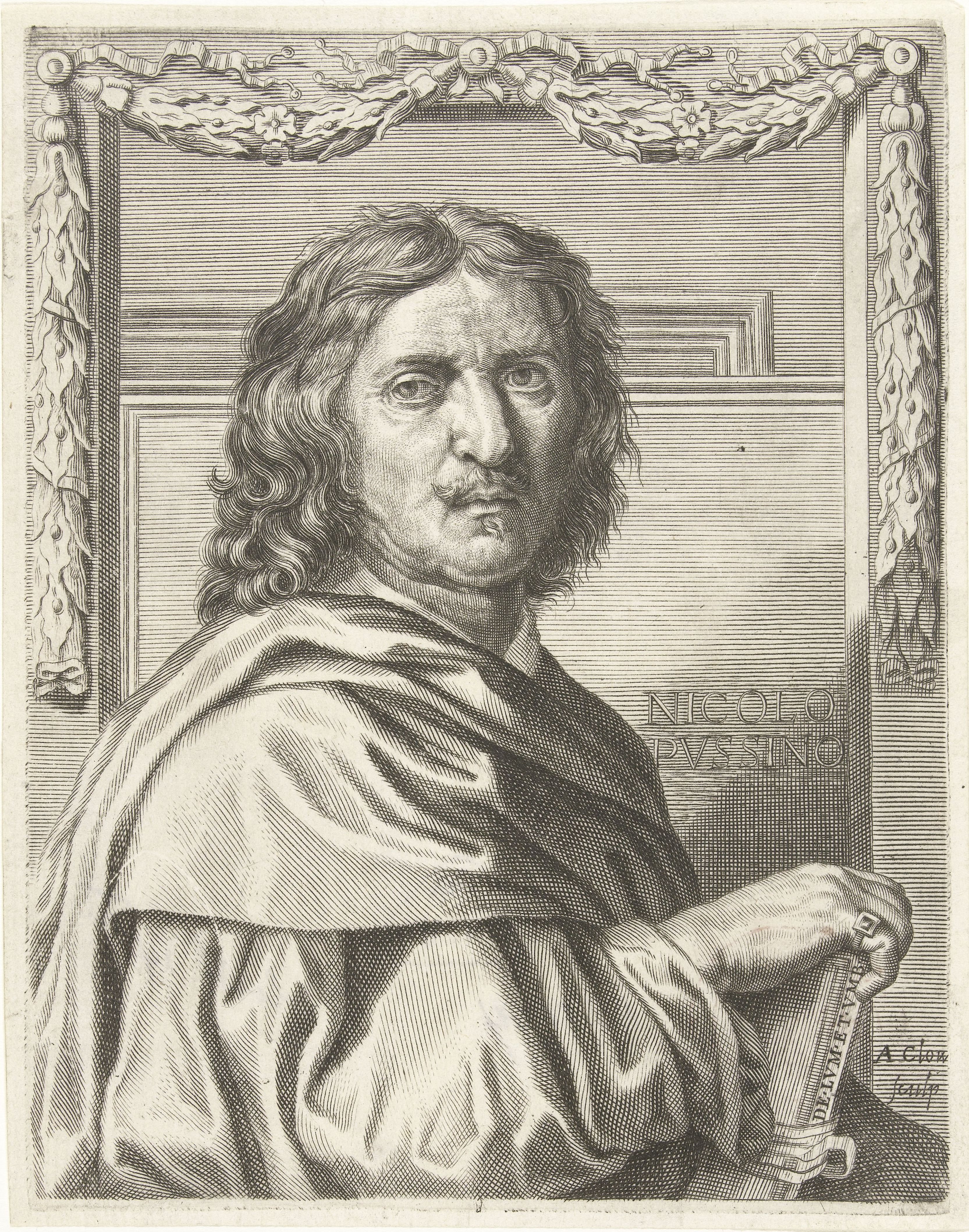
Nicolas Poussin da Le vite de' pittori, scultori et architetti moderni, 1672

Le Vite de' pittori, scultori et architetti moderni è una serie di biografie di artisti, scritta nel XVII secolo dallo storico dell'arte romano Giovanni Pietro Bellori, definito da Julius von Schlosser "il più importante storiografo dell’arte non solo di Roma, ma di tutta l’Italia, anzi dell’Europa (...) il cui valore e il cui influsso oltrepassano di molto i limiti dello stretto campo a cui appartiene". È uno dei testi fondamentali della storia e della critica dell'arte europea.
La prima edizione dell'opera (1672) conteneva le biografie di nove pittori (Annibale e Agostino Carracci, Barocci, Caravaggio, Rubens, Van Dyck, Domenichino, Lanfranco e Poussin), due scultori (François Duquesnoy e Alessandro Algardi) e un architetto (Domenico Fontana). Il libro è dedicato a Jean-Baptiste Colbert e fu pubblicato con il sostegno finanziario della monarchia francese.

## Prefazione
La prefazione alle vite è la trascrizione di un discorso letto dal Bellori davanti all'Accademia di San Luca a Roma la terza domenica di maggio del 1664. Nel saggio, intitolato L'idea del pittore, dello scultore, e dell'architetto Bellori espone la teoria classicista che costituirà il fondamento dell'estetica dei secoli XVIII e XIX. Bellori è un seguace della teoria platonica, o meglio neoplatonica, dell'arte, secondo la quale l'artista deve attuare il bello ideale, ossia un tipo universale di bellezza suprema, il bello assoluto, incarnazione delle eterne idee. Il bello ideale si incarna nella “nobile semplicità e quieta grandezza” (Winckelmann) dell'arte greca e romana. Nell'arte greca Bellori trovava non soltanto la natura nei suoi aspetti più belli, ma la bellezza ideale verso la quale la natura tende ma che è incapace di raggiungere. Per Bellori, come per Winckelmann dopo di lui, lo studio della natura non presenta più alcuna supremazia rispetto allo studio dell'antico; l'arte antica, anzi, incarna anche il più nobile e il più spirituale principio del bello.
Il discorso ebbe una grandissima influenza in tutta Europa e influì in particolar modo sulle idee di Dryden, Shaftesbury, Reynolds e soprattutto Winckelmann. Secondo Alfred Baeumler, il saggio di Bellori rappresenta «il compimento e la conclusione degli sforzi estetici del Rinascimento.»

## Descrizione
Secondo Bellori, dopo il "secolo felice" del Rinascimento, di cui il «divino» Raffaello è il più grande protagonista, "li artefici, abbandonando lo studio della natura, viziarono l'arte con la maniera o vogliamo dire la fantastica idea, appoggiata alla pratica e non all'imitazione". Ne sarebbe iniziata una lunga epoca di decadenza, coincidente con il Manierismo, estesasi rapidamente da Firenze a tutta la penisola italiana. Il Bellori dà un giudizio negativo anche dei grandi artisti italiani del Barocco; a segnare la svolta della storia dell'arte fu Annibale Carracci, che rinnovò "la buona maniera" scomparsa in Toscana e a Roma, segnando la rinascita dell'arte italiana. Con Carracci si assiste al ritorno al'imitatio dell'arte greca che, partendo dall'osservazione della Natura, l'aveva superata, raggiungendo quella bellezza ideale verso la quale la Natura tende ma che è incapace di raggiungere. Nelle Vite Bellori parla di un dipinto di Carracci, in cui «egli tradusse le bellezze greche, quasi le statue di Glicone, e d'Apollonio, e degli altri celebri Scultori gli avessero servito di modello», aggiungendo che il pittore era passato «alle più perfette idee ed all'arte più emendata de' Greci»; Caravaggio, invece, avrebbe disprezzato «gli eccellentissimi marmi de gli antichi e le pitture tanto celebri di Raffaelle» proponendosi «la sola Natura per oggetto del suo pennello.»
Da Annibale Carracci (1560-1609), Bellori sviluppa un vasto disegno storiografico, comprendente alcune delle figure più significative dell'arte seicentesca, sia italiana che straniera. Restano esclusi, tuttavia, alcuni dei maggiori protagonisti del seicento romano, come Gian Lorenzo Bernini e Pietro da Cortona, che vengono appena citati, o Francesco Borromini del tutto ignorato.

## Edizioni e traduzioni
Prima del 2005, solo l'Idea e le biografie dei Carracci, Barocci, Caravaggio e Van Dyck erano state tradotte in inglese. La traduzione del 2005 di Alice Sedgwick Wohl è basata sull'edizione italiana curata nel 1976 da Evelina Borea confrontata con l'editio princeps del 1672 e con la trascrizione del MS 2506 realizzata da Michelangelo Piacentini (una delle due copie, risalente al 1700) e conservata presso la Bibliothèque Municipale di Rouen, delle biografie di Guido Reni, Andrea Sacchi e Carlo Maratta.
Bellori non riuscì a ottenere finanziamenti per una seconda edizione. Le 12 biografie furono ripubblicate nel 1728 a Napoli in un'edizione piratata, con l'aggiunta di una biografia di Luca Giordano (1632-1705) di Bernardo De Dominici.
Nel 1731 fu pubblicata postuma a Roma, insieme ai Ritratti di alcuni celebri pittori del secolo XVII, disegnati e intagliati in rame da Ottavio Leoni, la Vita di Carlo Maratta, scritta dal Bellori fino all'anno 1689 e terminata da altri, insieme a un discorso dello stesso Bellori sopra il quadro della Dafne del medesimo artista, in cui si fa osservare la conformità tra la pittura e la poesia, secondo la formula oraziana ut pictura poësis.

## Edizioni moderne
- Giovan Pietro Bellori, Le vite de’ pittori scultori e architetti moderni, a cura di Evelina Borea, collana Piccola Biblioteca Einaudi, Giulio Einaudi Editore, 2009, ISBN 978-88-06-20023-7.